# 颶風丹尼斯
颶風丹尼斯（英語：Hurricane Dennis）是創紀錄的2005年大西洋颶風季早期在加勒比地區和墨西哥灣形成的一場大型颶風。丹尼斯是該颶風季的第4個獲得命名的風暴、第2場颶風和首場大型颶風。该颶風為早期的颶風活動創下數個記錄，成為8月份之前形成的最強大西洋颶風；這個記錄維持了6天，其後被飓风艾米莉超越；之後又被2024年的颶風貝里爾超越。
丹尼斯以薩菲爾-辛普森颶風等級的四級颶風強度兩度吹襲古巴，並在颶風伊萬不到1年後再以三級颶風標準在美國佛羅里達州西北狹長地帶登陸。在美國和加勒比地區，丹尼斯共造成88人死亡：直接導致76人死亡，間接致使12人喪生，在美國造成的損失達$23.3億（2005年美元）；同时在加勒比地區（主要集中在古巴），造成大約相等數量的損失，后来此名称被退役。

## 氣象歷史
2005年6月26日，非洲內陸地區生成了形成丹尼斯的早期東風波；國家颶風中心（NHC）開始監測該氣團。 它後來在6月29日進入大西洋，並向西移動。6月30日，系統明顯地發展，但當時的氣象預報隨後的日子裡形成熱帶氣旋的概率很低，而且衛星圖像未能顯示一個確定的中心，禁止其分類為熱帶氣旋。乾空氣初期抑制其發展，随后乾空氣減緩，東風波在7月4日發展成熱帶低氣壓。低氣壓很快就橫過格林納達並進入加勒比海，並渐渐受到有利環境因素的影響，例如低風切變和高海面溫度等，令其增強速度加快。当天稍后时份，系統轉向西北偏西移動，在7月5日達到熱帶風暴的強度，迅速增强，翌日達到颶風強度。7月6日，系統對流逐漸鞏固，氣壓不斷下降，錄得了985毫巴（hPa；29.09英寸汞柱）的大氣壓力。風暴形成明確的風眼和中心密集雲團區，表明丹尼斯在7月7日增強為大型颶風。當天晚上，颶風中央形成了一個清晰的風眼，約有10英里（16公里）。在此時，颶風經過牙買加海峽，為牙買加和海地帶來危及生命的洪災。

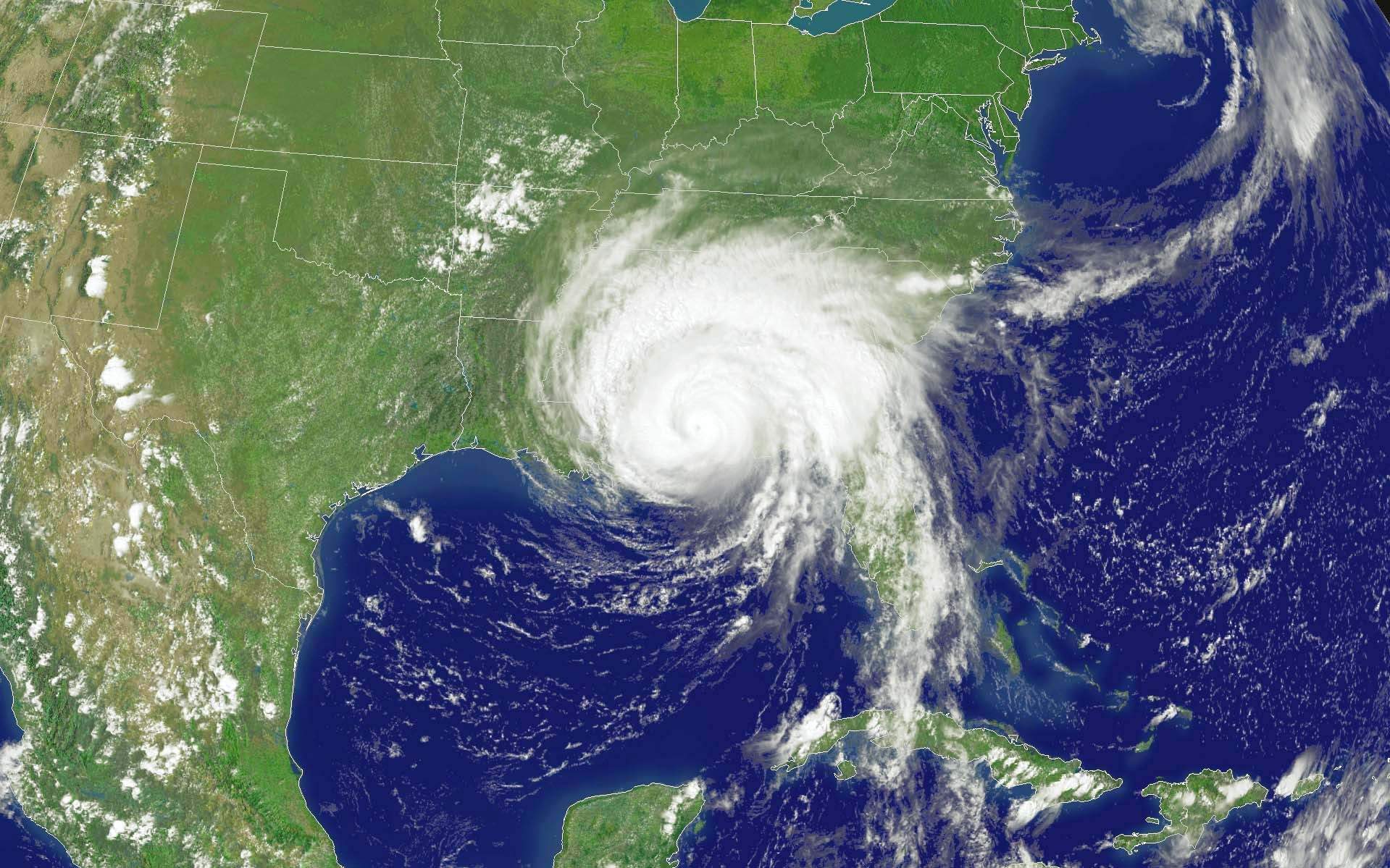
丹尼斯吹襲墨西哥灣

7月8日早上，這場強勁的風暴以四級強度吹襲古巴格拉瑪省，猛烈的強風襲擊該省，造成廣泛的破壞。“颶風狩獵者”在這段時間內测得173英里每小時（278公里/小時）的風速和938毫巴（hPa；27.70英寸汞柱）的气壓。與陸地的相互作用令風暴短暫減弱，但丹尼斯很快就再度增強，與古巴西岸平行移動。丹尼斯當天晚上達到最高風速每小時240公里，然後在該國的馬坦薩斯省進行第二次登陸，再次與古巴山脈的相互作用令風暴大幅減弱；但它仍有一個23公里的寬闊風眼。然而，丹尼斯在7月9日進入墨西哥灣，它的氣團系統能夠再次快速重新組織。7月10日，颶風在逼近佛羅里達州期間，第三次達到四級強度，录得最低氣壓930毫巴（百帕；27.46英寸汞柱）。這將丹尼斯列為大西洋盆地在8月份之前最強勁的颶風；然而，這紀錄在六天後被颶風艾米莉打破，艾米莉更是7月份的第一場五級颶風。颶風在逼近佛羅里達州西北狹長地帶期間減弱，最終在7月10日以三級強度登陸聖羅莎島，並急劇減弱。丹尼斯以熱帶低氣壓和殘留低氣壓的強度，往西北偏北方向穿越密西西比河谷和俄亥俄河谷，最終在7月18日於安大略省消散。

## 影響
丹尼斯在美國共造成42.3億美元的經濟損失，亦令鑽油平台和開採天然氣的工作暫停。佛羅里達州、阿拉巴馬州、密西西比州和路易斯安那州州長均宣佈處於緊急狀態。 
由於它造成重大破壞，因此該名稱已退役。

### 加勒比地区
這場風暴在加勒比地區共造成44人死亡，以及3200萬美金的損失。海地官員宣布撤離海岸線的居民，但許多人沒有聽從。所有學生停課
，大部分航班延誤或取消，學校及政府辦公室在丹尼斯吹襲期間關閉。

#### 古巴
古巴国内共约85%電線損毀，幾乎全市停電。丹尼斯在当地造成1092毫米雨量，12萬所房屋遭到損毀，其中1萬五千所被完全摧毀。約六十萬人遷移至安全地方，16人死亡，全国損失約為14億美元。

#### 海地
7月6日，海地國家氣象中心預測降雨量會在75和125毫米之間，並指出有淹水和泥石流的風險，呼籲小型船隻留於港口。其外圍環流於當日開始影響海地，多條道路水浸，丹尼斯當時為二級颶風。由於其掠過海地南部海岸，南部地區受到廣泛的破壞。海地的官員疏散海岸線附近居民，34間房屋被損毀或摧毀，當地醫院遭受重大損失。約有一萬五千人人直接受到丹尼斯的影響。這場風暴破壞了929個家園，總共有56人死亡，36人受傷，另有24人失踪；全國的損失達5000萬美元。而紅十字會與紅新月會國際聯合會為10,000人準備了應急物資。
隨著7月7日海地南部大部分地區出現山洪暴發，當地的民防部門投放了約48,800美元為緊急資金，而後來亦額外投放約十二萬美元，作後救援之用。在7月15日，國家政府要求國際援助處理丹尼斯的破壞及影響。日本是第一個提供援助的國家，其提供價值約1100萬日元（折合約9萬8千美元）的應急物資，如毛毯、發電器及收音機；同日美洲開發銀行宣布了一項為500萬美元的計劃以設立海地洪水預警系統。

#### 牙買加
該風暴導致牙買加樹木倒塌，海岸附近遭嚴重破壞，一人死亡。這場颶風亦給牙買加的大部分地區帶來了大量的降雨，自從四月份以來，已經經歷了高於平均水平的降雨，許多地方錄得超過300毫米的雨水，馬維斯的雨量更高達24.54英吋（623毫米）。這場風暴和颶風艾蜜莉一共毀壞了626公頃（1,550英畝）的農作物，殺害了4330頭牲畜，尤其是雞，損失為405萬美元；而山區的居民因山泥傾瀉而房屋擱淺。

### 佛羅里達州

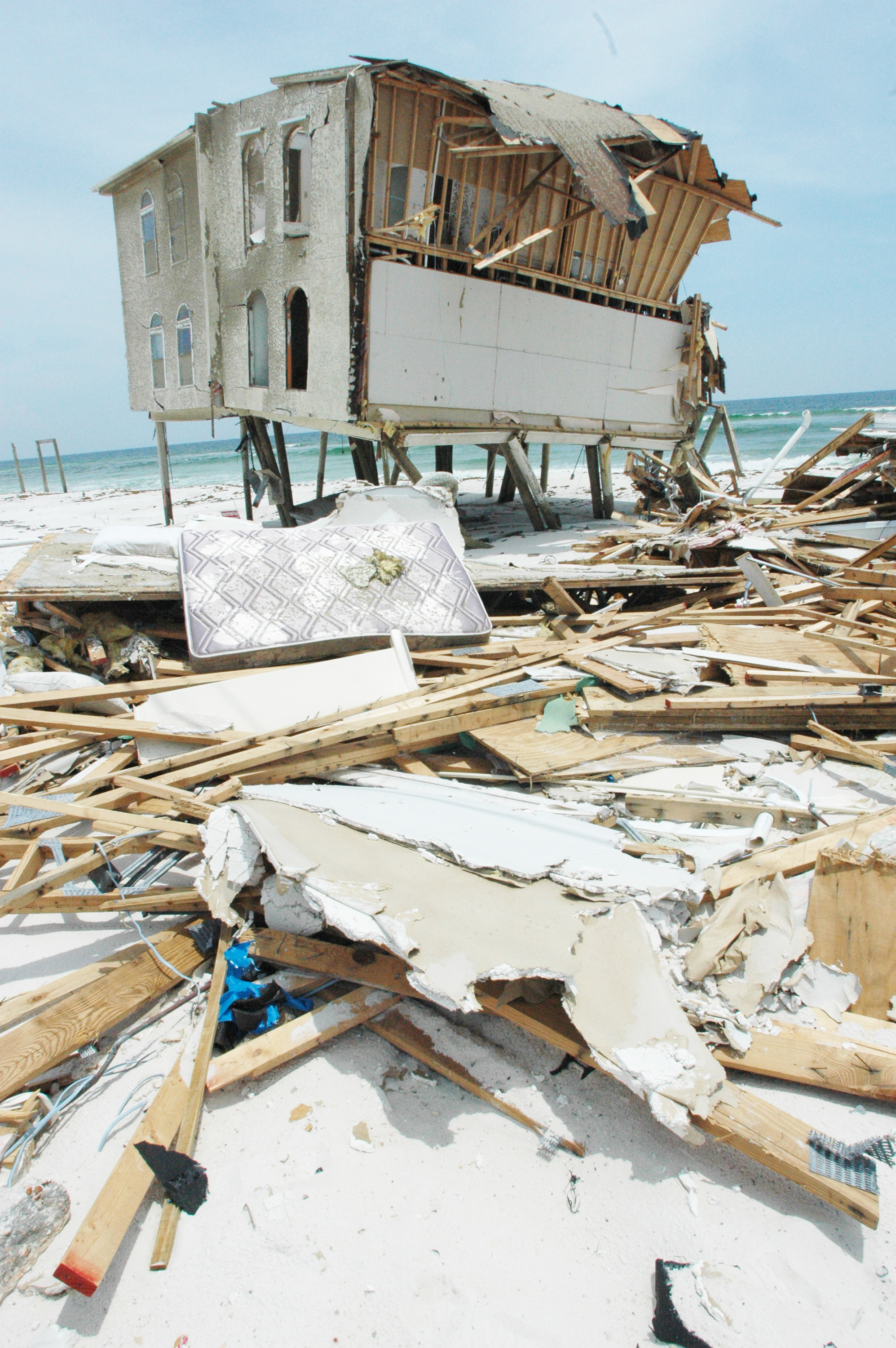
佛羅里達州狹長地帶納瓦拉海灘的一個海濱房屋被丹尼斯摧毀

佛羅里達州宣布進入緊急狀態，禁止遊客前往海岸附近的地區，疏散約100萬人，14萬住戶和企業停電，當地有約5.5米高的大浪，降雨量達到380毫米，海邊公路路段被洪水沖毀，共導致14人死亡，其中包括2人直接和12人間接死亡。在佛羅里達南部，損害主要局限於陣風；而在佛羅里達群島，丹尼斯以二級颶風之強度在其西部掠過，損失共計10萬美元（2005美元），主要損毀的是景觀和電力設備。但在佛羅里達州中部地區的損毀大多是輕微的，主要局限於外圍雨帶和龍捲風。7月8日，官方證實形成了五個龍捲風，其中三個龍捲風造成破壞，同日在皮內拉斯錄得了每小時97公里的陣風。

#### 佛羅里達州西北狹長地帶
丹尼斯以三級颶風之強度於佛羅里達州西北狹長地帶登陸，造成中等程度的傷害，但不如以前預測的那麼嚴重，有236,000多人沒有電力供應，同時導致多人死亡，其中有一名三歲兒童因疏散時遭汽車壓倒間接死亡，亦有兩人在艾斯康比亞縣因一氧化碳中毒死亡，另造成兩人間接死亡。最高陣風為每小時190公里，最大降雨達到180毫米。大量船隻被海浪扯走，在海上漂浮，或者被沖上岸擱淺。在麥克戴維德，一間娛樂中心的屋頂被吹走，亦有幾處歷史遺跡遭到損毀或破壞；在度假島上，幾棟房屋和公寓樓受到嚴重破壞。

### 墨西哥灣
開採天然氣及鑽油台約有20%暫停，液態天然氣亦有10%暫停，油價上漲。

### 阿拉巴馬州

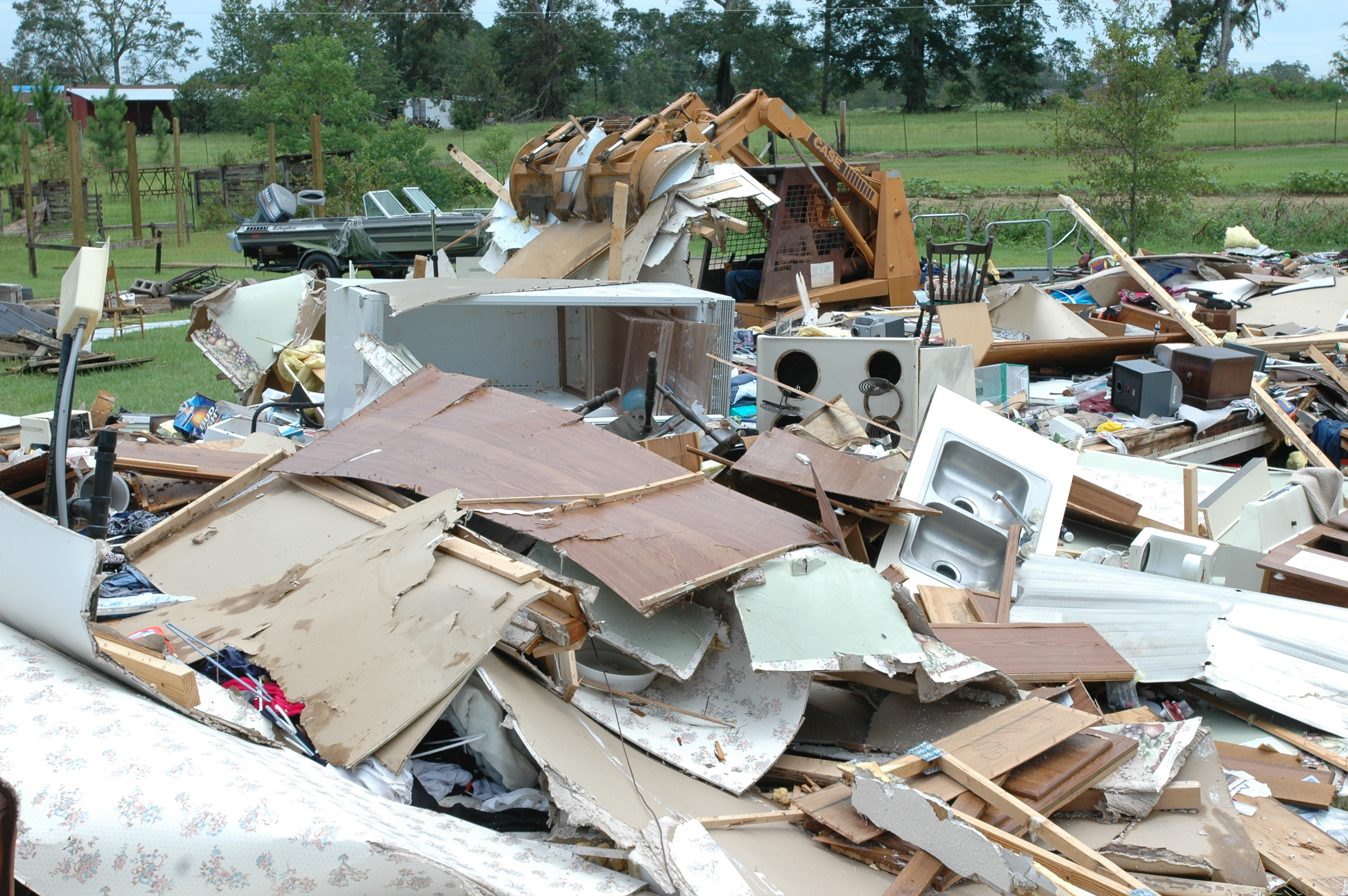
丹尼斯造成的陣風破壞房屋

丹尼斯靠近阿拉巴馬州時為一級颶風，在阿拉巴馬州造成中等的傷害，主要與陣風相關，總共有28萬人受停電影響，三人受傷。阿拉巴馬州的降雨大約為50-100毫米，但某些地區達到320毫米，導致許多河流泛滥。而風暴潮在3英尺（0.91米）- 6.5英尺（2.0米）的範圍內，而在丹尼斯登陸期間，隨著風向轉變，莫比爾灣的漲幅最大。棉花田地也受到嚴重破壞。卡姆登附近最高降雨量達到325毫米，最大陣風超過110公里/小時。而一個未經證實的龍捲風令某所房屋的屋頂受損，迫使工作人員緊急撤離一名男子。

### 密西西比州
由於丹尼斯移動至密西西比州時，已減弱成一熱帶風暴，損害並不像預期那樣嚴重。丹尼斯在密西西比州的影響大多是輕微的，當中導致一人間接死亡。受丹尼斯影響，風暴潮已經超過正常水平1英尺（0.61米）-4英尺（1.2米），降雨量平均為1-5英寸（25-125毫米），最低氣壓為994.2百帕斯卡。丹尼斯亦引致數百棵樹連根拔起，共有21戶家庭和企業受損。
雖然影響不大，但總統喬治·W·布希最初在密西西比州聯邦災區宣布了38個縣有資格獲得聯邦緊急事務管理署（FEMA）的援助。後來於7月15日，再有三個縣獲得聯邦緊急事務管理署援助資格，使得災區數量達到41個。

### 佐治亞州
由於登陸時，丹尼斯已減弱為熱帶風暴，因此其對佐治亞州的影響為輕微至中等，於佐治亞州造成2人死亡及2400萬美元（2005年美元）的損失，亦導致佐治亞州出現一股龍捲風，約200棵樹倒塌；一個雨帶在該州的西南部停留，有4-8英寸（100-200毫米）的降雨，7月10日開始出現暴雨，持續到7月11日上午，佐治亞州國家路線279號也浸满了超過300毫米的雨水。除了有數以百計的志願者外，紅十字會還為該州提供了80個庇護所。道格拉斯縣是受災最嚴重的地區之一，降雨量達到250毫米。縣內十條路要作重大維修，另有七條路封閉了一段時間。而切諾基縣的一所公寓大樓受降雨嚴重破壞，居民被逼撤離。

## 外部連結
- 國家颶風中心有關丹尼斯的熱帶氣旋報告 – 國家颶風中心關於颶風丹尼斯發表的最終報告，包括天氣歷史、氣象統計、傷亡和損失、預測批評和資料表。
- 國家颶風中心有關颶風丹尼斯的存檔 （页面存档备份，存于）
- 丹尼斯登陸佛羅里達州的雷達動畫（信用於Brian McNoldy／邁阿密的RSMAS大學） （页面存档备份，存于）
- 水文氣象預報中心有關颶風丹尼斯的存檔 （页面存档备份，存于）
- 水文氣象預報中心有關颶風丹尼斯的降雨頁面 （页面存档备份，存于）
- 佛羅里達州的颶風歷史圖片（佛羅里達州州立檔案館）

| A  | B | C | D  | E  | F  | G  | H  | I  | 10 | J |            |  |   |            |
|    |   |   |    |    |    |    |    |    |    |   |            |  |   |            |
| K  | L | M | N  | O  | P  | R  | 19 | S  | 0  | T |            |  |   |            |
|    |   |   |    |    |    |    |    |    |    |   |            |  |   |            |
| 22 | V | W | Αα | Ββ | Γγ | Δδ | Εε | Ζζ |    | 5 | K （历史） |  | 5 | W （历史） |

| 萨菲尔-辛普森飓风风力等级 |    |    |    |    |    |    |
| TD                        | TS | C1 | C2 | C3 | C4 | C5 |